# Motley
Motley is een plaats (city) in de Amerikaanse staat Minnesota, en valt bestuurlijk gezien onder Cass County en Morrison County.

## Demografie
Bij de volkstelling in 2000 werd het aantal inwoners vastgesteld op 585.
In 2006 is het aantal inwoners door het United States Census Bureau geschat op 657, een stijging van 72 (12.3%).

## Geografie
Volgens het United States Census Bureau beslaat de plaats een oppervlakte van
3,6 km², waarvan 3,4 km² land en 0,2 km² water. Motley ligt op ongeveer 375 m boven zeeniveau.

## Plaatsen in de nabije omgeving
De onderstaande figuur toont nabijgelegen plaatsen in een straal van 28 km rond Motley.